# Du Quoin
Du Quoin és una població dels Estats Units a l'estat d'Illinois. Segons el cens del 2000 tenia 6.448 habitants.

## Demografia
Segons el cens del 2000, Du Quoin tenia 6.448 habitants, 2.716 habitatges, i 1.648 famílies. La densitat de població era de 362,9 habitants/km².
Dels 2.716 habitatges en un 28% hi vivien nens de menys de 18 anys, en un 45% hi vivien parelles casades, en un 12,4% dones solteres, i en un 39,3% no eren unitats familiars. En el 35,6% dels habitatges hi vivien persones soles el 19,9% de les quals corresponia a persones de 65 anys o més que vivien soles. El nombre mitjà de persones vivint en cada habitatge era de 2,26 i el nombre mitjà de persones que vivien en cada família era de 2,92.
Per edats la població es repartia de la següent manera: un 23,5% tenia menys de 18 anys, un 10,2% entre 18 i 24, un 24,9% entre 25 i 44, un 20,7% de 45 a 60 i un 20,8% 65 anys o més.
L'edat mediana era de 39 anys. Per cada 100 dones de 18 o més anys hi havia 84,8 homes.
La renda mediana per habitatge era de 29.124 $ i la renda mediana per família de 37.688 $. Els homes tenien una renda mediana de 33.576 $ mentre que les dones 18.958 $. La renda per capita de la població era de 14.883 $. Aproximadament el 13,3% de les famílies i el 18,1% de la població estaven per davall del llindar de pobresa.

## Poblacions més properes
El següent diagrama mostra les poblacions més properes.